# Iglesia de Santo Domingo (Soria)
La iglesia de Santo Domingo, antaño de Santo Tomé, es un templo católico de la ciudad española de Soria que data del siglo XII, aunque con reformas de épocas posteriores. Cambió su advocación por la de Santo Domingo cuando se suprimió la parroquia a finales del siglo XIX convirtiéndose entonces en iglesia conventual. Fue declarada Monumento Histórico Artístico por decreto de 3 de junio de 1931. En su interior descansa en una capilla anexa el cuerpo de sor Clara de la Concepción Sánchez, declarada venerable madre por el papa Francisco el 3 de abril de 2014.

## Historia

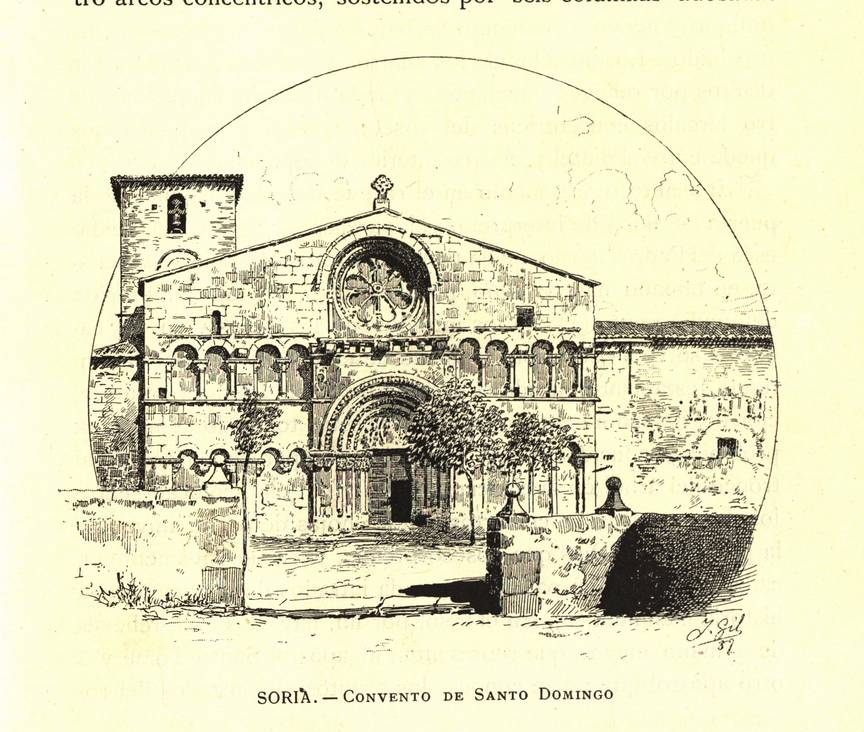
Vista de la iglesia en una ilustración de la segunda mitad del

Esta iglesia se construyó en el siglo XII, aunque luego sufrió reformas de épocas posteriores. También conviene recordar que Alfonso VIII heredó el trono de Castilla en 1158 con tan sólo tres años de edad. Dos poderosas familias se disputaron su interesada tutela: los Lara y los Castro, mientras que la regencia quedó en manos de su tío Fernando II de León. En tales circunstancias, la ciudad de Soria acogió y ocultó al rey niño, salvaguardándolo de acechantes peligros. No es de extrañar que mostrase su agradecimiento a la ciudad celebrando en ella, en 1170, sus nupcias con Leonor de Inglaterra y erigiendo la nueva iglesia de tres naves en sustitución de la modesta anterior. Su esposa Leonor era hija de Enrique II de Inglaterra y de Leonor de Aquitania, de quien obtuvo el gran ducado de Aquitania que aportó como dote a su matrimonio (si bien Alfonso VIII nunca pudo anexionarlo a la corona). Lo cierto es que este frente, cuya portada se encuentra magníficamente conservada por haber dispuesto hasta hace poco de un tejaroz, representa uno de los mayores logros del románico español. Para Gaya Nuño “...su distribución decorativa es la más rica, la más homogénea y armoniosa de la Península, y no reconoce como más bella ni a la de Ripoll”.

## Descripción

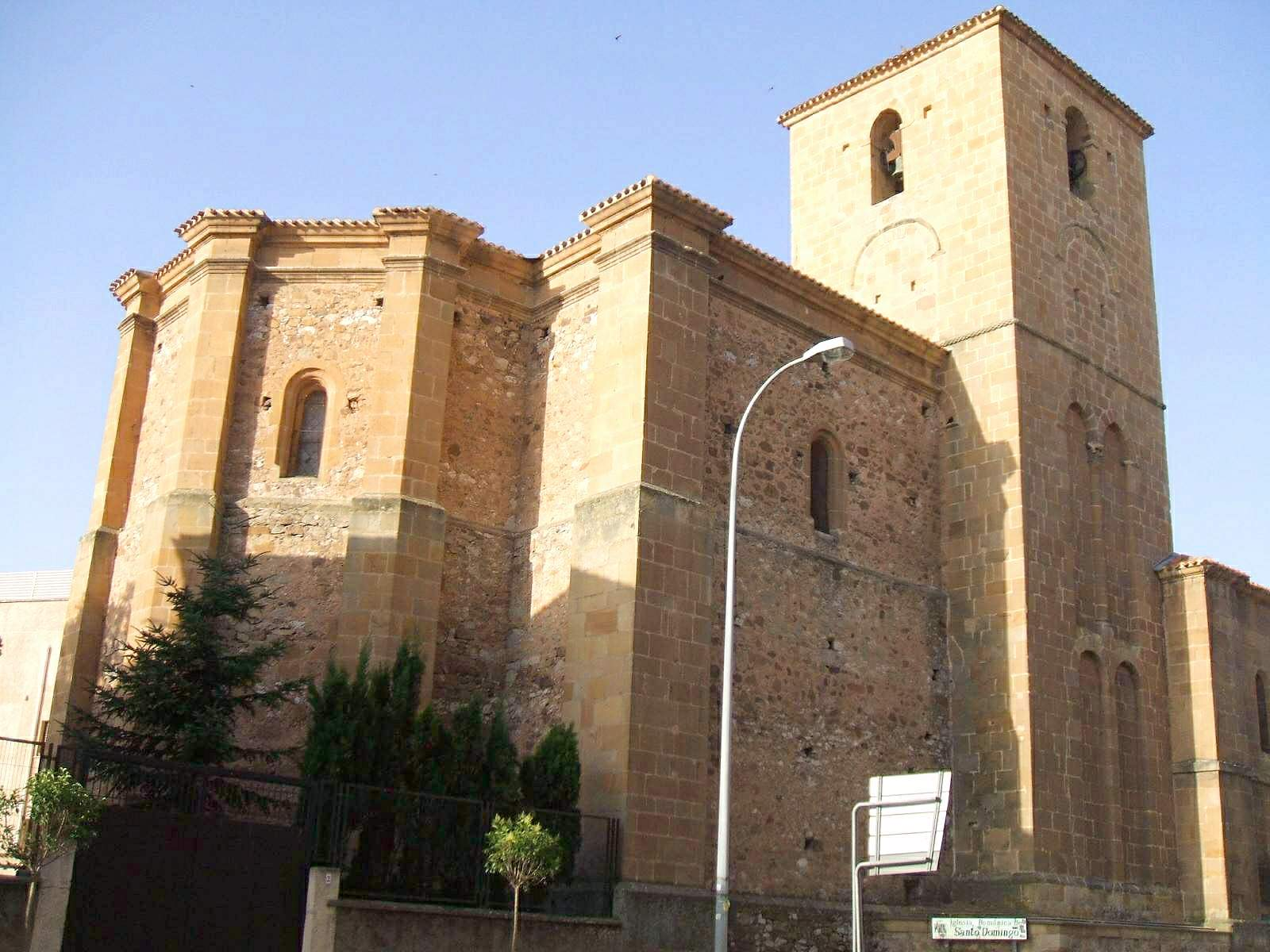
Ábside y torre de la iglesia.

Esta iglesia comprende tres partes bien diferenciadas, que se corresponden con otras tantas épocas y hechuras. El crucero y la cabecera son de finales del siglo XVI, de estilo renacimiento tardío. El tramo que sigue al crucero hacia los pies de las naves es un residuo del primitivo templo románico de Santo Tomé, levantado en la primera mitad del siglo XII. Esta parte del templo es una iglesia de salón columnaria. A esa misma construcción pertenece la torre adosada al lado norte de dicho tramo. Por fin, los tres tramos finales y la fachada occidental, todo ello románico también, son obra del rey Alfonso VIII de Castilla, por tanto de fines del siglo XII.
En el siglo XVI se le adosó el convento que le da nombre.

### Torre
Se adosa al norte de la iglesia, integrada en el tramo de la misma que perdura del primitivo templo de principios del siglo XII.
La planta es cuadrada de idénticas dimensiones en toda su altura. Sin contrafuertes.
Tiene tres niveles, el inferior muy superior en altura que los otros dos.
La fábrica es de sillería bien labrada y asentada.

### Fachada

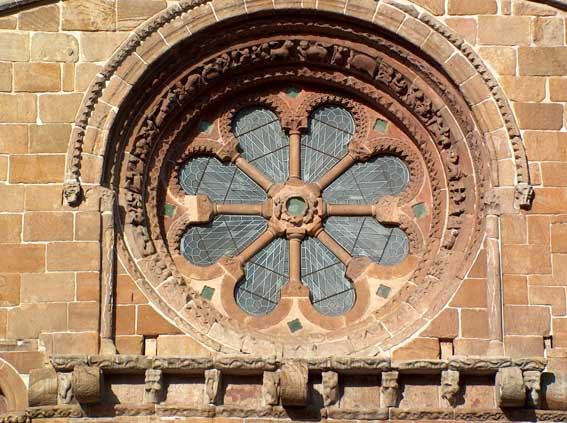
Rosetón sobre la portada.

La fachada se estructura horizontalmente en dos órdenes de arcos ciegos superpuestos que enmarcan la portada y un rosetón central por encima de esta. Ambos pisos presentan un doble conjunto de arcos geminados a cada lado, siendo los inferiores de mayor altura y esbeltez. El rosetón está dividido en ocho porciones por otras tantas columnillas encapiteladas sobre las que voltean arcos decorados. Cuatro círculos concéntricos dan lugar a un marcado abocinamiento y muestran en sus dovelas figurillas y escenas de gran valor compositivo.
Bajo el rosetón, dos figuras sedentes, situadas una a cada lado de la portada, representan a los monarcas fundadores del templo, si bien el desgaste que ha sufrido la piedra hace irreconocible la efigie de Leonor.

#### Portada

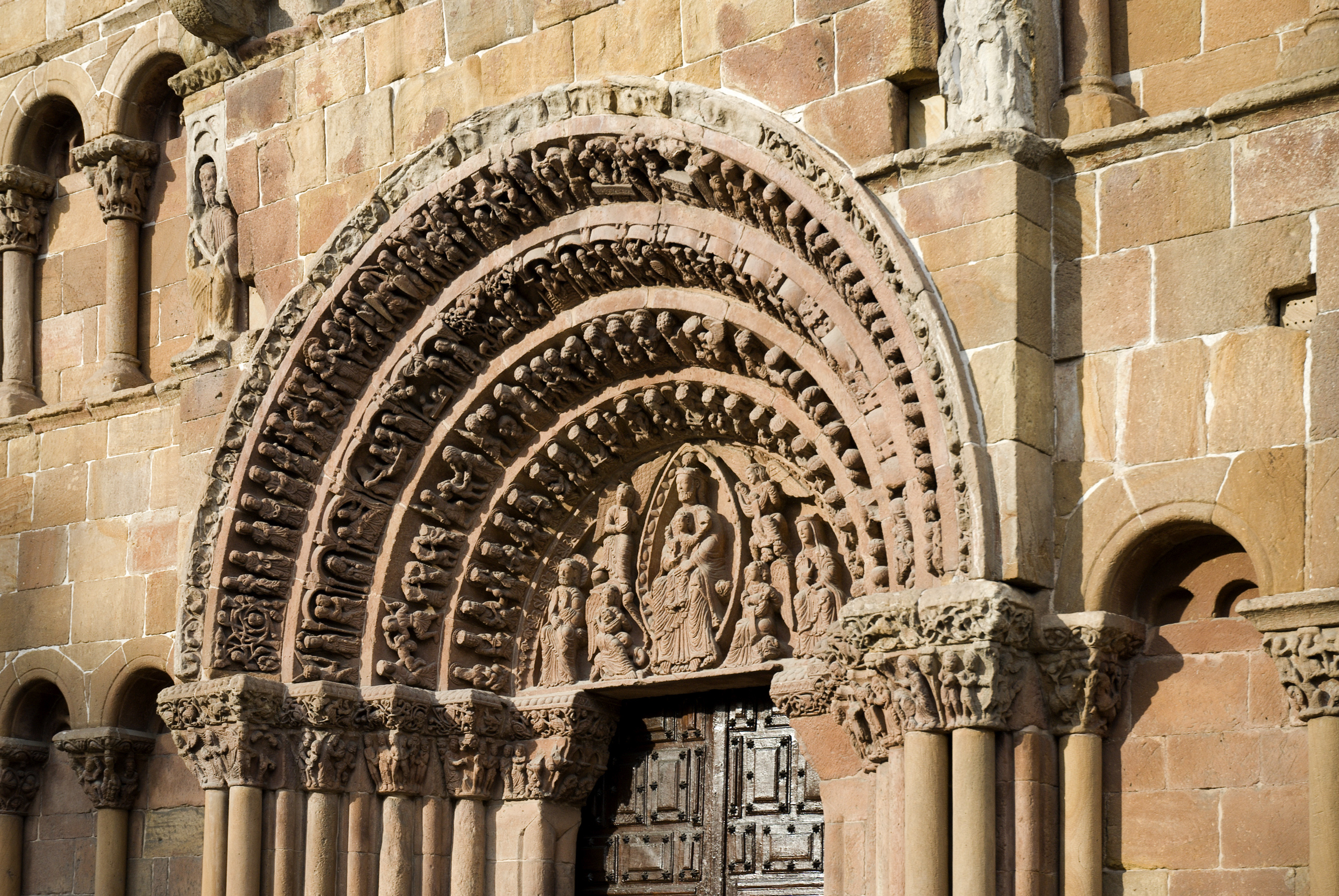
Portada de Santo Domingo.

Pero sin duda alguna, es la singular portada el elemento más valioso de todo el conjunto. Cuatro arquivoltas de dovelas ricamente labradas coronan un frontón, en el que destaca en posición central el pantocrátor en su oval mandorla y los cuatro evangelistas, además de José y María, completando la escena. Lo excepcional de este pantocrátor es que es uno de los cinco únicos ejemplos en el mundo (todos en España) de la iconografía llamada trinidad paternitas. El Padre tiene a Cristo sentado sobre él, en vez de la Virgen. Los arcos descargan sobre artísticos capiteles soportados por columnas adosadas que, a su vez, descansan en un banco corrido. En los capiteles se representan escenas del Antiguo Testamento, desde la génesis de la Tierra y los astros que pueblan el universo, hasta la creación de Adán de una figurilla de barro y la de Eva de una costilla de este.

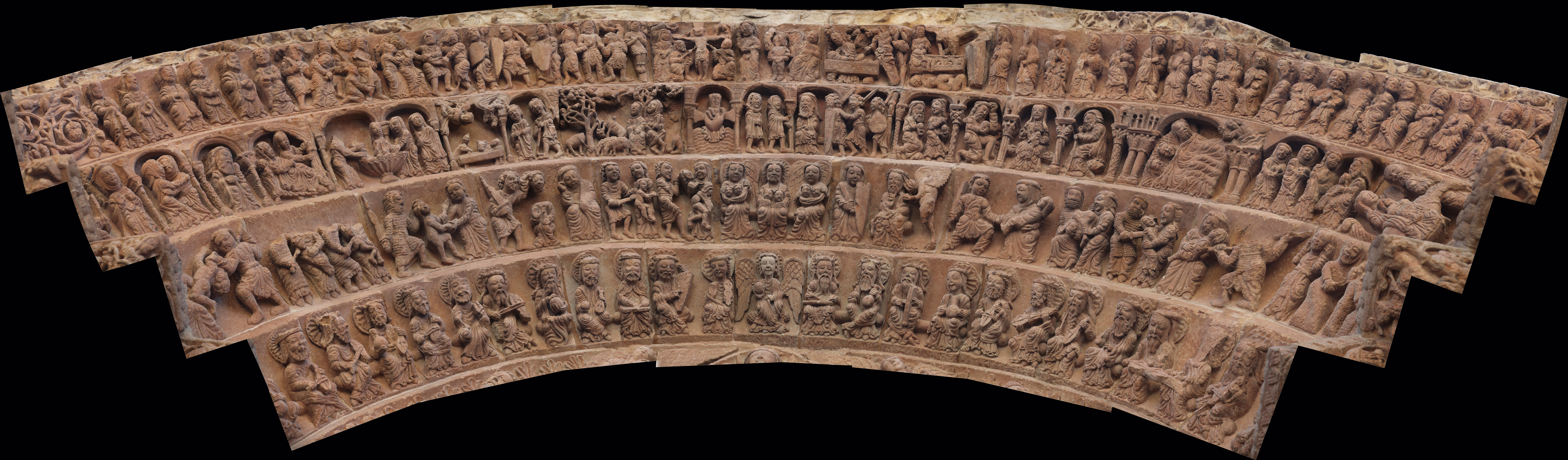
Desarrollo fotográfico de las archivoltas de la portada de Santo Domingo de Soria

En el interior se representan los veinticuatro ancianos del Apocalipsis (dos por dovela), todos ellos tañendo diversos instrumentos musicales en actitudes de beatífica serenidad. El segundo capitel escenifica la matanza de los santos inocentes, cuyo responsable, Herodes, es aconsejado al oído por un demonio con alas. El tercer capitel exhibe una sucesión de acontecimientos evangélicos, como la Asunción, la Visitación, la Anunciación, el nacimiento de Jesús y la adoración de los Magos, etc. Por fin, el último capitel contiene episodios de la Pasión y de la Resurrección.